# Archidiocèse de Semarang
L'archidiocèse de Semarang (en latin : Archidioecesis Semarangensis) est une Église particulière de l'Église catholique en Indonésie, dont le siège est à Semarang, capitale de la province de Java central.

## Histoire
Le vicariat apostolique de Semarang a été érigé le 25 juin 1940 par détachement du vicariat apostolique de Batavia. Le 3 janvier 1961, le vicariat apostolique est transformé en archidiocèse métropolitain de Semarang auquel sont affiliés trois diocèses suffragants: les diocèses de Purwokerto, Malang et Surabaya
L'archidiocèse de Semarang est un des rares diocèses indonésiens dont tous les vicaires apostoliques et archevêques furent des "autochtones"
L'église de l'évêché est la cathédrale de la Vierge-Marie-Reine-du-Saint-Rosaire de Semarang.

## Organisation
Le territoire de l'archidiocèse couvre celui de 2 provinces indonésiennes: Java central et le territoire spécial de Yogyakarta. L'archidiocèse de Semarang compte 91 paroisses repartis en 4 doyennés :
- Semarang
- Kedu
- Surakarta
- Yogyakarta

## Vicaires et archevêques

### Vicaire apostolique de Semarang
- Albertus Soegijapranata S.J. (1940-1961), promu archevêque
- Fransiskus Xaverius Sukendar Wignyosumarta (en) (2008-2012)

### Vicaire général de Semarang
- Fransiskus Xaverius Sukendar Wignyosumarta (2012-2018)

### Archevêques de Semarang
- Albertus Soegijapranata (S.J.) (1961-1963), précédemment vicaire apostolique
- Card. Justinus Darmojuwono (1963-1981)
- Card. Julius Darmaatmadja (S.J.) (1983-1996)
- Ignatius Suharyo Hardjoatmodjo (1997-2009)
- Johanes Maria Trilaksyanta Pujasumarta (2010-2015)
- Robertus Rubiyatmoko (en) (depuis 2017)

## Source
- (en) Catholic-Hierarchy